# Alexander Mojžiš
Alexander Mojžiš (1999. január 2. –) szlovák profi labdarúgó, jelenleg a Ružomberok csapatában játszik védőként.

## Klubcsapatokban

### FK Železiarne Podbrezová
Mojžiš 2018. május 19-én debütált a Fortuna Ligában a Železiarne Podbrezová színeiben, a ViOn Zlaté Moravce elleni 1–0-ra megnyert mérkőzésen hazai pályán. Alexander az egész találkozót végigjátszotta.

### Debreceni VSC
2023. július 5-én bejelentették, hogy egy éves kölcsönszerződést kötött a Debreceni VSC-vel, amiben vételi opció is található.
Távozik a Debrecen labdarúgócsapatától Alexander Mojzis mindössze a szezon fele után – tudatta a klub a hivatalos honlapján. A szlovák védő nem tudta beverekedni magát a DVSC kezdőcsapatába, ebben a szezonban hét bajnokin mindössze 384 percet töltött a pályán. Mojzis a debreceniek bejelentése szerint visszatér Szlovákiába.

## A válogatottban
Mojžiš először 2022. március 16-án került be a felnőtt szlovák válogatott keretébe, a Norvégia és a Finnország elleni barátságos mérkőzésekre és tartalékként a júniusi UEFA Nemzetek Ligája találkozókra. Miután Tarkovič-ot Francesco Calzona váltotta a kispadon, meghívást kapott NTC Senec-ben tartott edzőtáborba.

## Magánélete
Alexandernek van egy ikertestvére, Viktor, aki a Partizán Osrblie amatőr csapatában játszik.